# プリンス・オブ・ウェールズ

先代のプリンス・オブ・ウェールズ、チャールズの紋章。紋章中央にインエスカッシャンされている赤と黄金の獅子の紋章がウェールズ公国以来のプリンス・オブ・ウェールズの紋章である。

プリンス・オブ・ウェールズ（ウェールズ語: Tywysog Cymru、英語: Prince of Wales）、またはウェールズ公（ウェールズこう）は、イギリスにおいて、王位の法定推定相続人たる王子に与えられる称号。これまで王女に与えられた例はない。もとは字義の通りウェールズの君主を意味したが、14世紀にイングランドがウェールズを征服して以降、この称号をイングランド（のちのイギリス）君主の男子の跡継ぎに与えるようになり、これが立太子の意味を持つようになった。
2022年9月8日、プリンス・オブ・ウェールズだったチャールズ3世は、国王に即位すると、翌9日、長男ウィリアムにプリンス・オブ・ウェールズの称号を与えた。
2013年王位継承法の制定までは、男子優先長子相続制により、君主の長女（王女）は兄や弟がいなくても法定推定相続人とはならなかったため、この称号も授与されなかった。例えば、エリザベス2世は王位継承前には「エディンバラ公爵夫人エリザベス王女（The Princess Elizabeth, Duchess of Edinburgh）」と呼ばれていた。
プリンス・オブ・ウェールズには「殿下」（His Royal Highness）の敬称が与えられ、その妻はプリンセス・オブ・ウェールズ（Princess of Wales）の称号を帯びる。ただし、即位前にプリンセス・オブ・ウェールズの地位にあったチャールズの後妻カミラは、国民的人気が高い前妻のダイアナに遠慮し、コーンウォール公爵夫人（スコットランドにおいてはロスシー公爵夫人）の称号を名乗っていた。
なお、日本では、歴史的人物を除き、君主の後継者である王子（皇子）を表す称号として「皇太子」と訳す。

## 起源
もともとプリンス・オブ・ウェールズの称号は、グウィネズ地方のウェールズ人支配者（公）、末代公サウェリンことサウェリン・アプ・グリフィズがウェールズのほぼ全域のウェールズ人諸侯に支配力を及ぼして、全ウェールズの君主としてウェールズ公（ラテン語: Princeps Walliae、ウェールズ語: Tywysog Cymru）の称号を名乗ったことに始まる。この場合のプリンケプスは王子の意味ではなく、君主（元は「第一人者」の意）、すなわち「公」あるいは「大公」と訳される地位のことであり、現在でもアンドラ公国、モナコ公国、リヒテンシュタイン公国において用いられている（princeの語源も参照）。なお、イギリスの王子が一般に「プリンス」と称するのはハノーヴァー朝以降である。
ウェールズ諸侯の名目上の主君であるイングランド王ヘンリー3世は、1267年にサウェリンをプリンス・オブ・ウェールズとして承認し、ここにウェールズ公国（Principality of Wales）が成立した。しかし、ヘンリー3世を継いだイングランド王エドワード1世はサウェリンと対立、1282年から1283年のウェールズ侵攻で、サウェリンを敗死に追い込み、サウェリンの弟ダヴィズを処刑してその一族を滅ぼした。
エドワードはサウェリンの作ったウェールズ公の黄金の冠をイングランドに持ち去ってウェストミンスター寺院に安置すると、ウェールズ公国をイングランド王の所領に定め、グウィネズを始めとするウェールズ諸侯領を奪ってウェールズ公直轄領とした。王宮所在地はグウィネズのカーナーヴォン城に定められるが、1284年、ここでエドワード1世の子エドワード（後のエドワード2世）が生まれた。
1301年、エドワード1世はウェールズ人の反乱を抑えるため、王子エドワードにプリンス・オブ・ウェールズの称号を授けてウェールズの名目上の君主とした。このために、身重の王妃エリナーを当時ウェールズ侵攻の前線基地であったカーナーヴォン城に連れて行き、そこで王子を出産させたのである。エドワード2世をウェールズ人に「ウェールズ生まれの」支配者として受け入れさせるためであった。エドワード1世はウェールズの諸侯に赤ん坊を見せて「ウェールズ生まれで英語を話さない」と即位を認めさせた、という逸話がある（ただし、当時のイングランド王は英語ではなくフランス語を常用していたため、この逸話の真実性には疑問がある）。
のちにエドワード2世の子エドワード3世が1343年、自身の長男で第一王位継承者のエドワード（黒太子）にプリンス・オブ・ウェールズの称号を与え、エドワードがイングランド王位を継ぐ前に死去すると、プリンス・オブ・ウェールズはその長男の次期国王リチャード（2世）に譲られた。こうしてイングランドの次期国王がプリンス・オブ・ウェールズとなる慣例が定着し、現在に至るまで続いている。

## プリンス・オブ・ウェールズ一覧

### アベルフラウ家
| 肖像 | 名前                                         | 生没年                        | 付記             |
| ---- | -------------------------------------------- | ----------------------------- | ---------------- |
|      | ダヴィズ・アプ・サウェリン 1244年 - 1246年   | 1212年3月 - 1246年2月25日     |                  |
|      | サウェリン・アプ・グリフィズ 1246年 - 1282年 | 1228年頃 - 1282年12月11日     | ダヴィズの甥。   |
|      | ダヴィズ・アプ・グリフィズ 1282年 - 1283年   | 1238年7月11日 - 1283年10月3日 | サウェリンの弟。 |

### プランタジネット家
| 肖像 | 名前                       | 生没年                        | 付記                                                                 |
| ---- | -------------------------- | ----------------------------- | -------------------------------------------------------------------- |
|      | エドワード 1301年 - 1307年 | 1284年4月25日 - 1327年9月21日 | イングランド王エドワード1世の四男。後のイングランド王エドワード2世。 |
|      | エドワード 1343年 - 1376年 | 1330年6月15日 - 1376年6月8日  | エドワード2世の孫。エドワード黒太子。                                |
|      | リチャード 1376年 - 1377年 | 1367年1月6日 - 1400年2月14日  | エドワード黒太子の次男。後のイングランド王リチャード2世。            |

### ランカスター家
| 肖像 | 名前                       | 生没年                        | 付記                                                                  |
| ---- | -------------------------- | ----------------------------- | --------------------------------------------------------------------- |
|      | ヘンリー 1399年 - 1413年   | 1387年9月16日 - 1422年8月31日 | リチャード2世の従兄ヘンリー4世の次男。後のイングランド王ヘンリー5世。 |
|      | エドワード 1454年 - 1471年 | 1453年10月13日 - 1471年5月4日 | ヘンリー5世の孫。                                                     |

### ヨーク家
| 肖像 | 名前                       | 生没年                       | 付記                                                                                   |
| ---- | -------------------------- | ---------------------------- | -------------------------------------------------------------------------------------- |
|      | エドワード 1471年 - 1483年 | 1470年11月4日 - 1483年7月6日 | ヘンリー5世のはとこリチャード・プランタジネットの孫。後のイングランド王エドワード5世。 |
|      | エドワード 1483年 - 1484年 | 1473年頃 - 1484年4月9日      | エドワード5世の従弟。                                                                  |

### テューダー家
| 肖像 | 名前                       | 生没年                        | 付記                                                             |
| ---- | -------------------------- | ----------------------------- | ---------------------------------------------------------------- |
|      | アーサー 1489年 - 1502年   | 1486年9月20日 – 1502年4月2日  | リチャード・プランタジネットのはとこジョン・ボーフォートの曾孫。 |
|      | ヘンリー 1504年 - 1509年   | 1491年6月28日 - 1547年1月28日 | アーサーの弟。後のイングランド王ヘンリー8世。                    |
|      | エドワード 1537年 - 1547年 | 1537年10月12日 - 1553年7月6日 | ヘンリー8世の息子。後のイングランド王エドワード6世。             |

### ステュアート家
| 肖像 | 名前                                      | 生没年                         | 付記                                                          |
| ---- | ----------------------------------------- | ------------------------------ | ------------------------------------------------------------- |
|      | ヘンリー・フレデリック 1610年 - 1612年    | 1594年2月19日 - 1612年11月6日  | エドワード6世の従兄のスコットランド王ジェームズ5世の曾孫。    |
|      | チャールズ 1616年 - 1625年                | 1600年11月19日 - 1649年1月30日 | ヘンリー・フレデリックの弟。後のイングランド王チャールズ1世。 |
|      | チャールズ 1638年 - 1649年                | 1630年5月29日 - 1685年2月6日   | チャールズ1世の次男。後のイングランド王チャールズ2世。        |
|      | ジェームズ・フランシス・エドワード 1688年 | 1688年6月10日 - 1766年1月1日   | チャールズ2世の甥。                                           |

### ハノーヴァー家
| 肖像 | 名前                                                 | 生没年                          | 付記 |
| ---- | ---------------------------------------------------- | ------------------------------- | --- |
|      | ジョージ・オーガスタス 1714年 - 1727年               | 1683年11月10日 - 1760年10月25日 | ジェームズ・フランシス・エドワードのはとこのグレートブリテン王ジョージ1世の長男。後のグレートブリテン王ジョージ2世。 |
|      | フレデリック・ルイス 1729年 - 1751年                 | 1707年2月1日 - 1751年3月31日    | ジョージ2世の長男。                                                                                                  |
|      | ジョージ・ウィリアム・フレデリック 1751年 - 1760年   | 1738年6月4日 - 1820年1月29日    | フレデリック・ルイスの長男。後のグレートブリテン王ジョージ3世。                                                      |
|      | ジョージ・オーガスタス・フレデリック 1762年 - 1820年 | 1762年8月12日 - 1830年6月26日   | ジョージ3世の長男。後のグレートブリテン王ジョージ4世。                                                               |

### サクス＝コバーグ＝ゴータ家/ウィンザー家
| 肖像 | 名前                                                                                                 | 生没年                        | 付記                                                         |
| ---- | --- | ----------------------------- | ------------------------------------------------------------ |
|      | アルバート・エドワード 1841年 - 1901年                                                               | 1841年11月9日 - 1910年5月6日  | ジョージ4世の弟エドワードの孫。後のイギリス王エドワード7世。 |
|      | ジョージ・フレデリック・アーネスト・アルバート 1901年 - 1910年                                       | 1865年6月3日 - 1936年1月20日  | エドワード7世の次男。後のイギリス王ジョージ5世。             |
|      | エドワード・アルバート・クリスチャン・ジョージ・アンドルー・パトリック・デイヴィッド 1910年 - 1936年 | 1894年6月23日 - 1972年5月28日 | ジョージ5世の長男。後のイギリス王エドワード8世。             |

### マウントバッテン＝ウィンザー家
| 肖像 | 名前                                                       | 生没年           | 付記                                                                        |
| ---- | ---------------------------------------------------------- | ---------------- | --------------------------------------------------------------------------- |
|      | チャールズ・フィリップ・アーサー・ジョージ 1958年 - 2022年 | 1948年11月14日 - | エドワード8世の弟のイギリス王ジョージ6世の孫。後のイギリス王チャールズ3世。 |
|      | ウィリアム・アーサー・フィリップ・ルイ 2022年 -            | 1982年6月21日 -  | チャールズ3世の長男。                                                       |